# گیلبرت فرانکلین
گیلبرت آلفرد فرانکلین (به انگلیسی: Gilbert Alfred Franklin) (۱۹۱۹–۲۰۰۴) مجسمه‌ساز و مربی انگلیسی‌تبار آمریکایی بود. او در پراویدنس، رود آیلند و ولفلیت، ماساچوست فعال بود و بیشتر به خاطر مجسمه‌های هنری عمومی اش معروف بود.

## سنین جوانی و تحصیل
گیلبرت فرانکلین در ۶ ژوئن ۱۹۱۹ در بیرمنگام انگلستان به دنیا آمد و در آتلبورو ماساچوست بزرگ شد. پدرش جواهر فروش بود.
اولین درس فرانکلین در مدرسه هنر هاثورن (در حال حاضر مدرسه هنر کیپ کاد) بود که زیر نظر جان رابینسون فریزر تحصیل کرد. او در مدرسه طراحی رود آیلند (RISD) حضور یافت و در سال ۱۹۴۱ با مدرک BFA از آکادمی آمریکایی در رم فارغ‌التحصیل شد. او شاگرد والدمار رامیش و جان هوارد بنسون بوده‌است.
فرانکلین با جویس گرترود (با نام خانوادگی سویرسکی) ازدواج کرد و آنها با هم صاحب یک دختر، مورخ هنر نینا فرانکلین برسون شدند.

## حرفه
فرانکلین بین سال‌های ۱۹۴۲ تا ۱۹۸۵ در دانشکده هنرهای زیبا در RISD خدمت کرد.دو مورد از آثار برنزی او در پردیس RISD برجسته هستند، اورفئوس صعودکننده (۱۹۶۳) و سپیده دم (۱۹۶۸) که دومی در "ساحل RISD" یافت شد. او به عنوان H.M. دانفورث استاد برجسته هنرهای زیبا بود و به عنوان رئیس بخش هنرهای زیبا در RISD خدمت کرد. علاوه بر این او در دانشگاه ایالتی سن خوزه، دانشگاه پنسیلوانیا، دانشگاه ییل و دانشگاه هاروارد تدریس کرد.
پس از مرگ استاد سابق خود رامیش در سال ۱۹۵۵، فرانکلین کمیسیون ۱۹ مجسمه‌سازی رامیش برای هنر عمومی را در فیلادلفیا تکمیل کرد.
در سال ۱۹۴۸، او جایزه کمک هزینه تحصیلی رم را دریافت کرد. در سال ۱۹۵۹، او برنده جایزه بزرگ جشنواره هنر بوستون برای اثر خود، به نام فیگور ساحل شد. فرانکلین عنوان افتخاری آکادمیسین ملی (۱۹۹۱) را دریافت کرد.
فرانکلین در سن ۸۵ سالگی در ۱۹ اکتبر ۲۰۰۴ در خانه خود در ولفلیت، ماساچوست درگذشت.

آثار گیلبرت فرانکلین
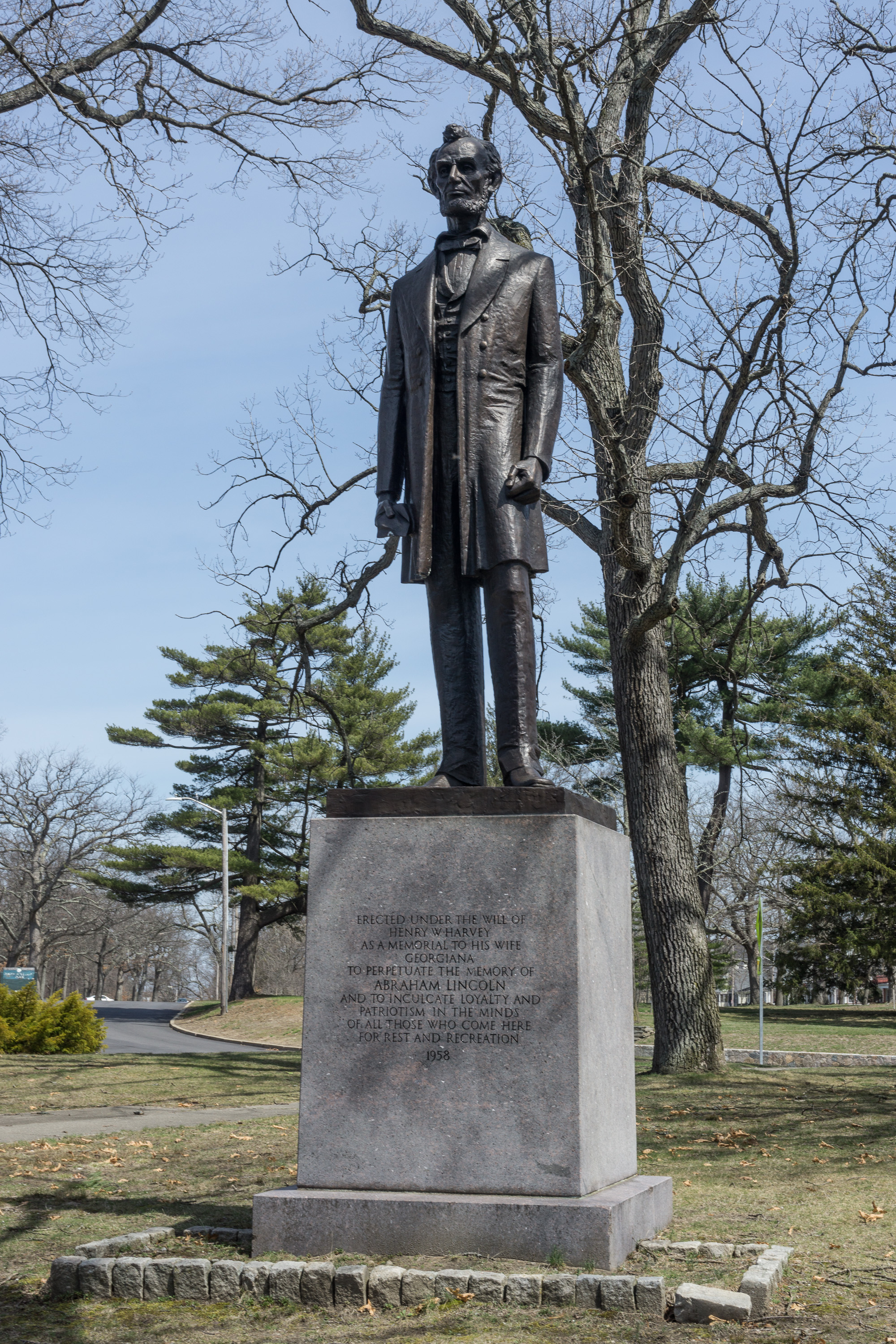
آبراهام لینکلن (۱۹۵۴)
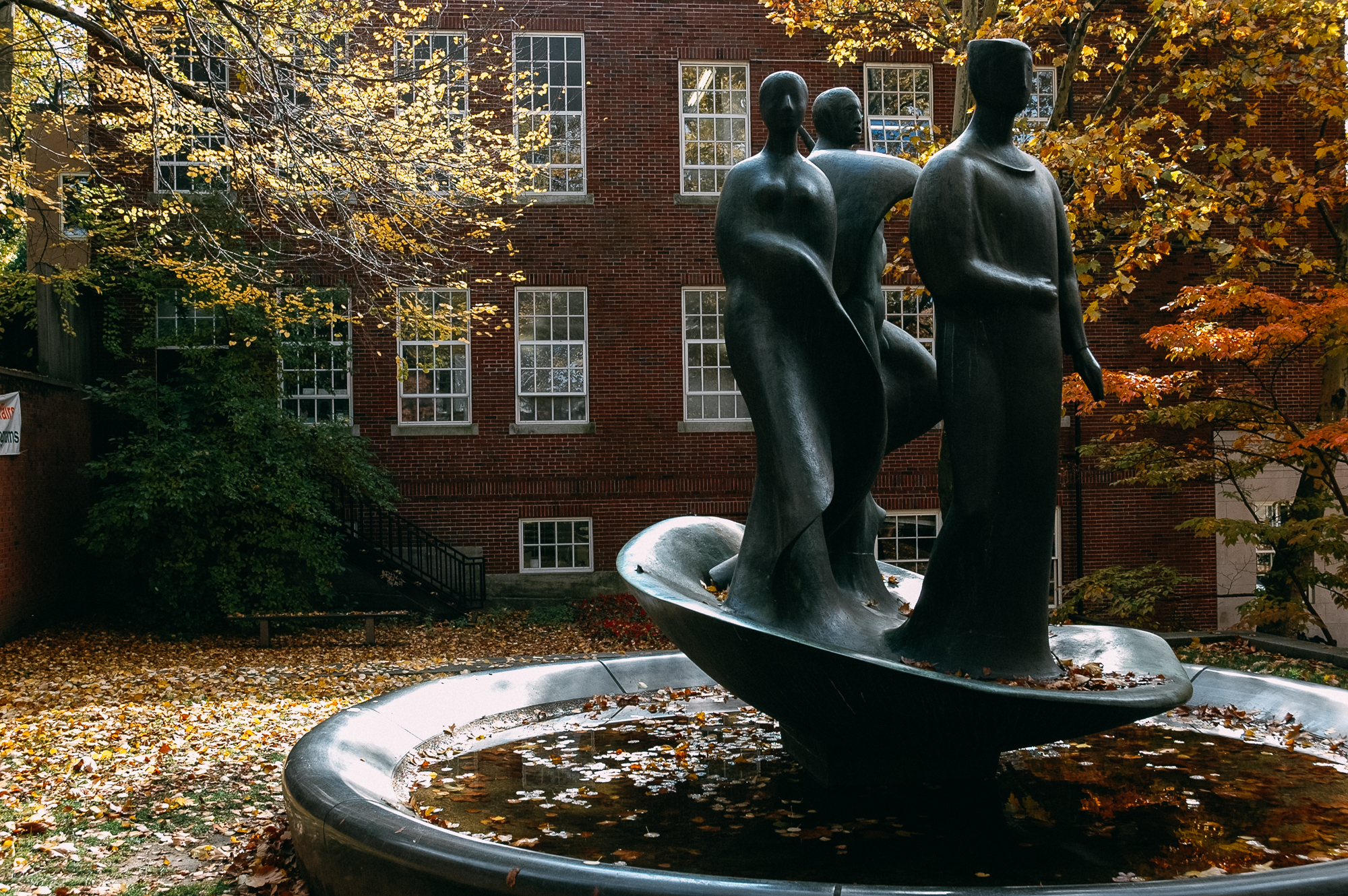
اورفئوس صعودکننده (۱۹۶۳)
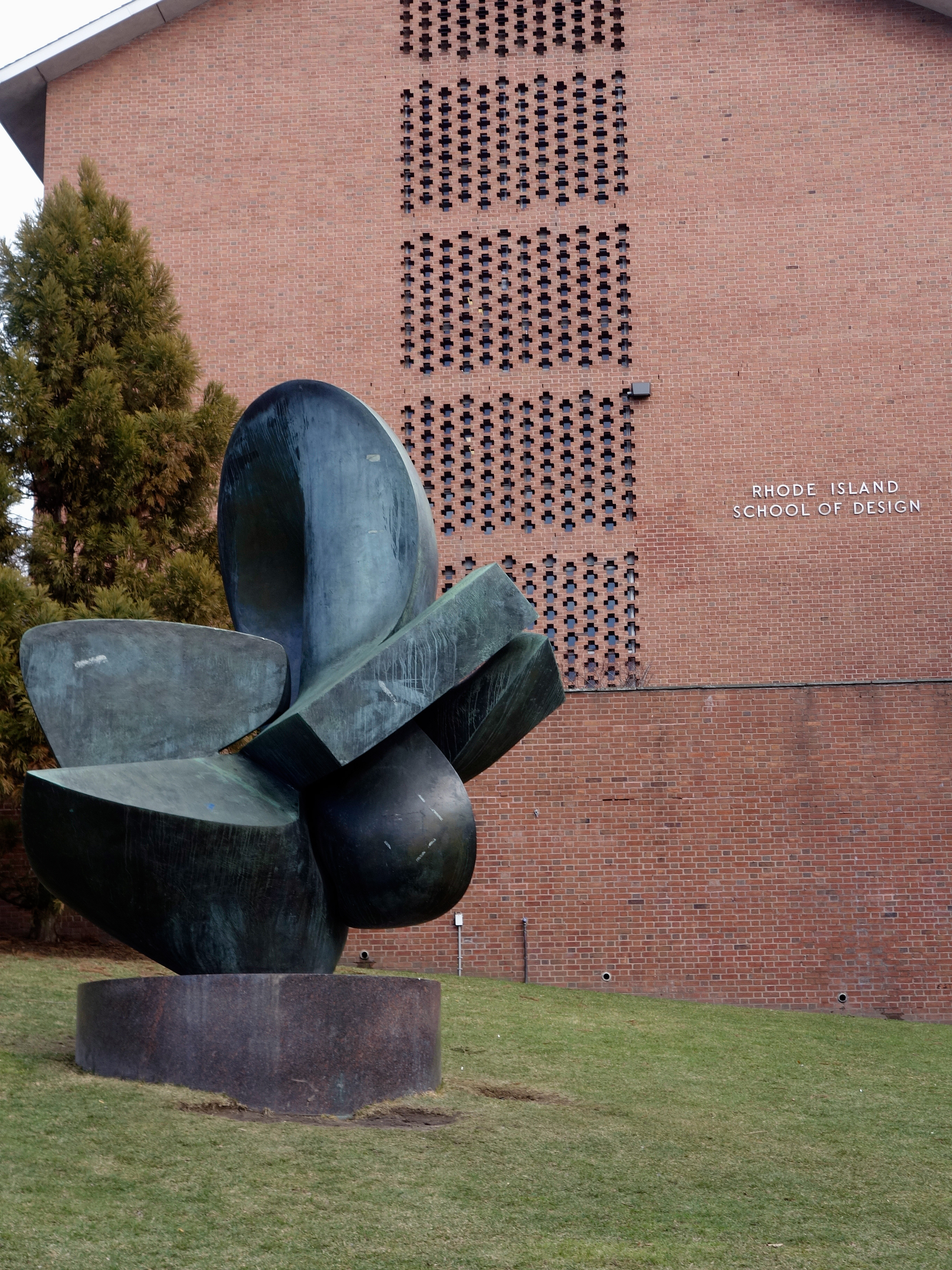
سپیده دم (۱۹۶۸)
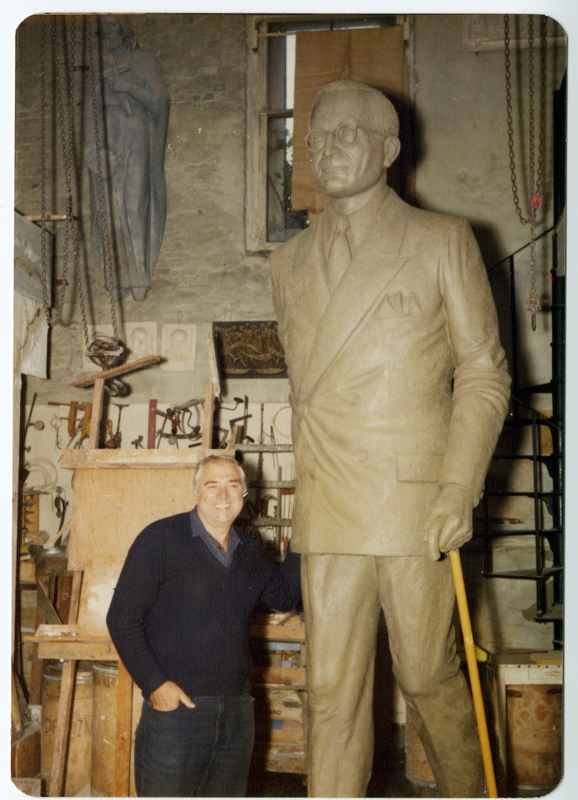
با مجسمه ترومن (حوالی ۱۹۷۵)
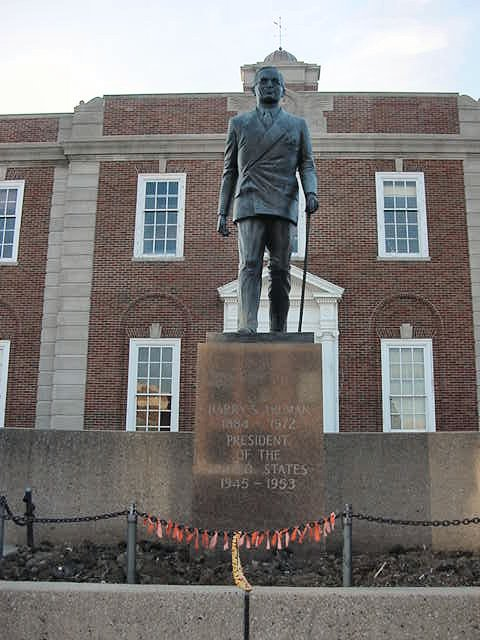
مجسمه هری اس ترومن (۱۹۹۱)

## نمایشگاه‌ها
- ۱۹۹۳, جشن گرفتن لانگ پوینت، نمایشگاه گروهی، هنرهای زیبای نوئل، برانکسویل، نیویورک[۱۱][۱۲]
- ۲۰۰۴، انفرادی، گالری تصاویر، کورنیش، نیوهمپشایر[۱۳]
- ۲۰۱۶, پل در انتهای جاده، نمایشگاه انفرادی، گالری کتابخانه جان اسپور بروم، جزایر کانال[۱۴]